# Koptis
Koptis (lat. Coptis), biljni rod iz porodice žabnjakovki raširen arktičkim i umjerenim krajevima Azije i Sjeverne Amerike.. 
Na popisu je 15 vrsta višegodišnjeg bilja, rizomatskih geofita. Tipična je Helleborus trifolius L., bazionim za Coptis trifolia.

## Vrste
1. Coptis aspleniifolia Salisb.
2. Coptis chinensis Franch.
3. Coptis deltoidea C.Y.Cheng & P.K.Hsiao
4. Coptis huanjiangensis L.Q.Huang, Q.J.Yuan & Y.H.Wang
5. Coptis japonica (Thunb.) Makino
6. Coptis kitayamensis Kadota
7. Coptis laciniata A.Gray
8. Coptis minamitaniana Kadota
9. Coptis occidentalis (Nutt.) Torr. & A.Gray
10. Coptis omeiensis (C.Chen) C.Y.Cheng
11. Coptis quinquefolia Miq.
12. Coptis quinquesecta W.T.Wang
13. Coptis teeta Wall.
14. Coptis trifolia (L.) Salisb.
15. Coptis trifoliolata (Makino) Makino

## Sinonimi
- Chrysa Raf.; Med. Repos. Original Essays Intelligence Phys. 5: 350 (1808)
- Chrysocoptis Nutt.; J. Acad. Nat. Sci. Philadelphia 7: 8 (1834)
- Chryza Raf.; Med. Repos. Original Essays Intelligence Phys. 5: 352 (1808)
- Coldenella Ellis; Linn. Corresp. 1: 95 (1821)
- Fibraurea Colden; Linn. Corresp. 1: 94 (1821)